# Coppa Italia 1979-1980 (hockey su pista)
La Coppa Italia 1979-1980 è stata la 13ª edizione della principale coppa nazionale italiana di hockey su pista. La competizione si è conclusa il 19 luglio 1980.
Il trofeo è stato conquistato dal Pordenone per la prima volta nella sua storia.

## Risultati

### Semifinali
Le gare di andata vennero disputate il 28 giugno e le gare di ritorno furono disputate il 5 luglio 1980.
| Squadra 1 | Totale | Squadra 2      | Andata | Ritorno |
| --------- | ------ | -------------- | ------ | ------- |
| Pordenone | ?      | ?              | ?      | ?       |
| Reggiana  | 9 - 8  | AFP Giovinazzo | 6 - 3  | 3 - 5   |

### Finale
| Pordenone 12 luglio 1980 Finale di andata | Pordenone  | 4 – 4                                                 | Reggiana | PalaMarrone |
| \| \| \| \| \| Buttignol Corsini Dall'Acqua Kalik Koessler Pellegrini Toffolon Vaccher \| Formazioni \| Ascari Cavagnari Manera Righi Tonioni Valenti Vicente \| \| ? \| Allenatori \| Valentini \| |            |                                                       |          |             |
| |            |                                                       |          |             |
| Buttignol Corsini Dall'Acqua Kalik Koessler Pellegrini Toffolon Vaccher | Formazioni | Ascari Cavagnari Manera Righi Tonioni Valenti Vicente |          |             |
| ? | Allenatori | Valentini                                             |          |             |

| Scandiano 19 luglio 1980 Finale di ritorno | Reggiana   | 5 – 7                                                                   | Pordenone | PalaRegnani |
| \| \| \| \| \| Ascari Cavagnari Manera Righi Tonioni Valenti Vicente \| Formazioni \| Buttignol Corsini Dall'Acqua Kalik Koessler Pellegrini Toffolon Vaccher \| \| Valentini \| Allenatori \| ? \| |            |                                                                         |           |             |
| |            |                                                                         |           |             |
| Ascari Cavagnari Manera Righi Tonioni Valenti Vicente | Formazioni | Buttignol Corsini Dall'Acqua Kalik Koessler Pellegrini Toffolon Vaccher |           |             |
| Valentini | Allenatori | ?                                                                       |           |             |

## Campioni
| Vincitore della Coppa Italia 1979-1980 |
| -------------------------------------- |
| Pordenone 1º titolo                    |